# Kana'i Mauga
Kana'i Mauga (Waianae, 8 gennaio 2000) è un giocatore di football americano statunitense che milita nel ruolo di linebacker per i Los Angeles Chargers della National Football League (NFL). Al college ha giocato per l'Università della California del Sud.

## Carriera universitaria
Mauga, originario di Waianae nelle Hawaii, ha iniziato a giocare a football nella locale Waianae High School con cui nel 2017 fu premiato come difensore dell'anno delle Hawaii. Valutato come un prospetto alto (quattro stelle su cinque) per il college football e considerato come il miglior linebacker delle Hawaii, Mauga scelse di andare a giocare per l'Università della California del Sud con i Trojans impegnati nella Pacific-12 Conference (Pac-12) della Divisione I della Football Bowl Subdivision (FBS) della NCAA.
Nel suo primo anno al college, nel 2018, Mauga giocò tutte le 12 gare stagionali dei Trojans mettendo a tabellino 14 tackle e due passaggi deviati. Nel 2019 giocò la sua prima gara da titolare in cui fece 13 tackle, un sack, un intercetto e un fumble forzato. Chiuse la sua seconda annata con i Trojans con 8 presenze da titolare, 59 tackle, tre sack e due passaggi deviati. Nella stagione 2020, accorciata per la pandemia da COVID-19, fece registrare 41 tackle, un sack e un intercetto. Nella sua ultima stagione al college, nel 2021, Mauga giocò 12 partite con 91 tackle, un sack e un intercetto. Il 22 dicembre 2021, al termine della stagione, Mauga si dichiarò per passare tra i professionisti, concludendo la sua esperienza con i Trojans con 206 tackle, sei passaggi deviati, cinque sack e tre intercetti.

## Carriera professionistica

### Denver Broncos
Mauga non fu scelto nel corso del Draft NFL 2022 e il 2 maggio 2022 firmò da undrafted free agent con i Denver Broncos. Non riuscì a rientrare nel roster attivo iniziale dei Broncos per la stagione 2022 e il 30 agosto 2022 fu svincolato per poi essere aggregato alla squadra di allenamento il giorno successivo. Il 1º novembre 2022 fu svincolato.

### Las Vegas Raiders
Il 13 dicembre 2022 Mauga firmò con la squadra di allenamento dei Las Vegas Raiders, dove passo il resto della stagione.
Il 9 gennaio 2023 firmò da riserva/contratto futuro. Svincolato il 1º agosto 2023, firmò nuovamente per il Raiders il 12 agosto successivo. Non rientrò nel roster attivo iniziale dei Raiders per la stagione e il 30 agosto 2023 fu svincolato e poi aggiunto alla squadra di allenamento il giorno dopo. Il 30 settembre 2022 Mauga fu elevato nel roster attivo e fece il suo debutto da professionista nella gara del quarto turno contro i Los Angeles Chargers, diventando il terzo alunno della sua high school a giocare nella NFL. Il 30 ottobre fu spostato in lista riserve/infortunati e riattivato il successivo 9 dicembre, ma riportato ancora tra gli infortunati tre giorni dopo per un problema ad un ginocchio. Concluse la stagione 2023 con cinque presenze e tre tackle.
Nella stagione 2024 Mauga collezionò 12 presenze con tre tackle totali.
Il 7 aprile 2025 rifirmò da exclusive free agent con i Raiders. Il 25 aprile 2025, per far spazio nel roster ai nuovi giocatore selezionati nel draft, Mauga fu svincolato.

### Los Angeles Chargers
Il 13 maggio 2025 Mauga firmò con i Los Angeles Chargers.